# Marles-en-Brie
Marles-en-Brie és un municipi francès, situat al departament de Sena i Marne i a la regió de Illa de França. L'any 2007 tenia 1.417 habitants.
Forma part del cantó de Fontenay-Trésigny, del districte de Provins i de la Comunitat de comunes de Val Briard.

## Demografia

### Població
El 2007 la població de fet de Marles-en-Brie era de 1.417 persones. Hi havia 494 famílies, de les quals 68 eren unipersonals (24 homes vivint sols i 44 dones vivint soles), 137 parelles sense fills, 245 parelles amb fills i 44 famílies monoparentals amb fills.
La població ha evolucionat segons el següent gràfic:
Habitants censats

### Habitatges
El 2007 hi havia 522 habitatges, 493 eren l'habitatge principal de la família, 11 eren segones residències i 18 estaven desocupats. 479 eren cases i 41 eren apartaments. Dels 493 habitatges principals, 433 estaven ocupats pels seus propietaris, 47 estaven llogats i ocupats pels llogaters i 12 estaven cedits a títol gratuït; 2 tenien una cambra, 16 en tenien dues, 68 en tenien tres, 133 en tenien quatre i 274 en tenien cinc o més. 424 habitatges disposaven pel capbaix d'una plaça de pàrquing. A 191 habitatges hi havia un automòbil i a 274 n'hi havia dos o més.

### Piràmide de població
La piràmide de població per edats i sexe el 2009 era:
| Homes | Edats   | Dones |
| ----- | ------- | ----- |
| 0     | 95 o +  | 0     |
| 0     | 90 a 94 | 0     |
| 0     | 85 a 89 | 12    |
| 4     | 80 a 84 | 4     |
| 8     | 75 a 79 | 8     |
| 16    | 70 a 74 | 28    |
| 4     | 65 a 69 | 12    |
| 40    | 60 a 64 | 16    |
| 40    | 55 a 59 | 44    |
| 48    | 50 a 54 | 56    |
| 64    | 45 a 49 | 60    |
| 64    | 40 a 44 | 56    |
| 56    | 35 a 39 | 72    |
| 52    | 30 a 34 | 40    |
| 12    | 25 a 29 | 16    |
| 44    | 20 a 24 | 16    |
| 44    | 15 a 19 | 60    |
| 56    | 10 a 14 | 48    |
| 68    | 5 a 9   | 32    |
| 52    | 0 a 4   | 44    |

## Economia
El 2007 la població en edat de treballar era de 966 persones, 734 eren actives i 232 eren inactives. De les 734 persones actives 682 estaven ocupades (362 homes i 320 dones) i 52 estaven aturades (25 homes i 27 dones). De les 232 persones inactives 79 estaven jubilades, 96 estaven estudiant i 57 estaven classificades com a «altres inactius».

### Ingressos
El 2009 a Marles-en-Brie hi havia 489 unitats fiscals que integraven 1.453 persones, la mediana anual d'ingressos fiscals per persona era de 23.827 €.

### Activitats econòmiques
Dels 57 establiments que hi havia el 2007, 1 era d'una empresa alimentària, 2 d'empreses de fabricació d'altres productes industrials, 19 d'empreses de construcció, 12 d'empreses de comerç i reparació d'automòbils, 4 d'empreses de transport, 2 d'empreses d'hostatgeria i restauració, 1 d'una empresa d'informació i comunicació, 1 d'una empresa financera, 9 d'empreses de serveis, 3 d'entitats de l'administració pública i 3 d'empreses classificades com a «altres activitats de serveis».
Dels 21 establiments de servei als particulars que hi havia el 2009, 2 eren tallers de reparació d'automòbils i de material agrícola, 1 paleta, 1 guixaire pintor, 4 fusteries, 5 lampisteries, 3 electricistes, 4 empreses de construcció i 1 perruqueria.
Dels 5 establiments comercials que hi havia el 2009, 1 era una botiga de més de 120 m², 1 una botiga de menys de 120 m², 2 peixateries i 1 una joieria.
L'any 2000 a Marles-en-Brie hi havia 10 explotacions agrícoles que ocupaven un total de 1.040 hectàrees.

## Equipaments sanitaris i escolars
L'únic equipament sanitari que hi havia el 2009 era una ambulància.
El 2009 hi havia una escola elemental.

## Poblacions més properes
El següent diagrama mostra les poblacions més properes.